# Budakalász
Budakalász est une ville du comitat de Pest, en Hongrie.

## Villes jumelées
- Lueta (Roumanie)
- Kahl am Main (Allemagne) depuis 1998